# 桂菊丸
桂菊丸（かつらきくまる、1941年6月13日 - ）は、日本のタレント。アートプロモーション所属。4代目桂米丸の弟子。妻はタレントの泉アキ、長女はDJのANNA、次女はタレントの大塚安里、兄は桂高丸。福岡県出身。本名は大塚 英一郎（おおつか えいいちろう）。熱海在住。

## 略歴
- 1962年 鈴木ヤスシと「ラッキースターズ」に入団。
- 1964年に、兄である桂高丸と漫才コンビ「桂高丸・菊丸」を結成し、1968年にNHK新人演芸大賞で優勝。
- 1973年 4代目桂米丸門下なのに漫才と掛け持ちで落語一筋でないとの理由で日本芸術協会を脱退させられる。落語を廃業し、漫才コンビとしても解散した。
- 1973年 「おかあさんといっしょ」に3年間レギュラー出演。
- 1976年 アメリカへ留学し、翌年帰国。
- 「独占!女の60分」でのリポーター役で脚光を浴び、「3時にあいましょう」の事件リポーターに就任し、11年間担当。
- 現在は、テレビ東京「土曜スペシャル」「日曜ビッグバラエティ」などの生活情報番組リポーターで活躍。特に「土曜スペシャル」では、夫婦で仲睦まじく、共演が多い。
- 他にはNHK「健康道場」、テレビ愛知「住まいる」などに出演。

## 出演
- 一心太助 第19話「昔より女ならでは」（1972年、フジテレビ / 国際放映） - 友吉 ※兄高丸と共演
- いちにのさんにん
- 菊丸のビックリ体験レポート（TBSテレビ、1981年10月11日 - 1982年3月27日、土曜6:45 - 7:00）
- そこが知りたい（TBSテレビ）

## CD
- 「宮川の女」（日本エンカフォンレコードより 1994年）

## 著書
- 「アメリカふらりぶらりと遊学書」（三修出版）
- 「桂菊丸のスピーディー英会話術」（三修出版）
- 「事件リポーターのアッと驚くウラ話」（講談社）
- 「そこが知りたい」（ごま書房）
- 「地震カミナリ嫁姑」（ごま書房）
- 「オレたちの海」（山と渓谷社）

## 桂菊丸（に該当する役）を演じた俳優
- 峰竜太 - 月曜ドラマスペシャル /「天に代わりて嫁を討つ」（1993年と1994年の2回にわたり、実母である大塚稲子のエッセイをドラマ化。役名・桂秀麿）